# غمناکترین موسیقی دنیا
غمناکترین موسیقی دنیا (انگلیسی: The Saddest Music in the World) یک فیلم کمدی موزیکال کانادایی به کارگردانی گای مدین محصول سال ۲۰۰۳ است.